# Dotyk pośredni (elektrotechnika)
Dotyk pośredni – dotknięcie przez człowieka lub zwierzę części przewodzących dostępnych, na których pojawiło się napięcie w wyniku uszkodzenia izolacji. Zabezpieczeniem przed dotykiem pośrednim jest ochrona przeciwporażeniowa dodatkowa.